# Phare Ponleu Selpak
Phare Ponleu Selpak (PPS), vertaald: vrolijkheid van kunst, is een Cambodjaanse culturele organisatie in Battambang die jongeren helpt een vak in de kunst te leren en hen door middel van kunst helpt hun oorlogstrauma te verwerken.
Phare Ponleu Selpak biedt jongeren multidisciplinaire scholing waardoor ze perspectief hebben op hun kost te verdienen in de kunst. De scholing richt zicht op zelfontwikkeling en duurzaamheid en er wordt lesgegeven in vakken als theater, acrobatiek, muziek en allerlei kunstvakken. PPS werkt voornamelijk met jongeren met een achterstandspositie en werd in 1994 opgezet door Cambodjanen die kunst in de vluchtelingenkampen hadden leren kennen als middel om trauma's te verwerken.
In de voorstellingen komen thema's als genocide en andere gruweldaden aan de orde. Ook treden de studenten van PPS op in andere landen, zoals Bangladesh en Thailand, en in september 2012 met hun circus in Duitsland en Denemarken.  Jaarlijks organiseert de organisatie het internationale circusfestival Tini Tinou.
In 2012 werd Phare Ponleu Selpak onderscheiden met een Prins Claus Prijs voor haar rol in de maatschappij door middel van de inzet van cultuur.